# Ariadna obscura
Ariadna obscura là một loài nhện trong họ Segestriidae.
Loài này thuộc chi Ariadna. Ariadna obscura được John Blackwall miêu tả năm 1858.